# فرامدولاسیون
فرامدولاسیون (به انگلیسی: Overmodulation) شرایطی است که در مخابرات زمانی حاکم است که سطح لحظه‌ای سیگنال مدولاسیون از مقدار لازم برای تولید مدولاسیون ۱۰۰٪ حامل فراتر رود. در مفهوم این تعریف، تقریباً همیشه یک شرایط نقص در نظر گرفته می‌شود. به زبان عامیانه، سیگنال در حال خروج از مقیاس است. فرامدولاسیون منجر به گسیلش‌های کاذب توسط حامل مدوله‌شده و اعوجاج سیگنال مدوله‌ساز بازیابی‌شده می‌شود. این بدان معنی است که پوش شکل‌موج خروجی اعوجاجیده (به انگلیسی: distorted) است.
اگرچه فرامدولاسیون گاهی مجاز تلقی می‌شود، اما در عمل نباید رخ دهد. یک پوش شکل‌موج اعوجاج‌شده منجر به یک سیگنال خروجی اعوجاج‌دار از رسانه دریافت می‌شود.

## یادداشت
1. ↑  دچار اعوجاج شده است